# Estatuto da Advocacia e da Ordem dos Advogados do Brasil

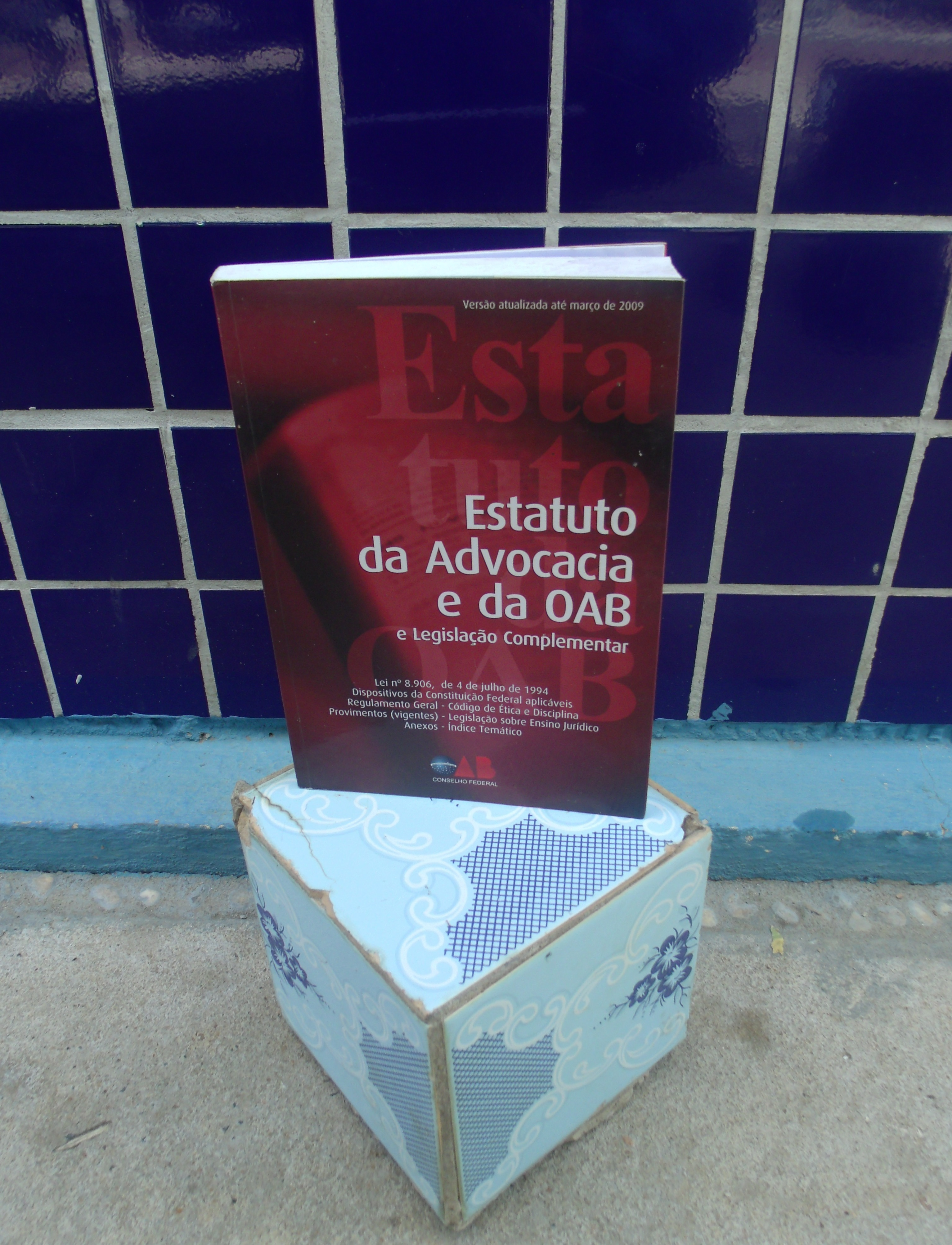
Edição do estatuto da advocacia brasileira.

O Estatuto da Advocacia e da OAB é um conjunto de normas do ordenamento jurídico brasileiro que estabelece os direitos e os deveres dos advogados, bem como os fins e a organização da OAB, tratando dos estagiários, das caixas de assistência aos advogados, das eleições internas da entidade e dos seus processos disciplinares.

## História
Em 27 de abril de 1963 o presidente João Goulart sanciona a lei n.º 4.215, que instituía o estatuto da Ordem dos Advogados do Brasil.
O estatuto atual foi instituído pela Lei Federal n.° 8.906, de 4 de julho de 1994, sendo que sua aprovação representou uma antiga reivindicação da OAB para que fosse elaborado um novo estatuto da advocacia em conformidade com os princípios da Constituição brasileira de 1988.

## Prerrogativas da Advocacia
As prerrogativas da advocacia são direitos profissionais assegurados por lei aos advogados regularmente inscritos na Ordem dos Advogados do Brasil (OAB), com o objetivo de garantir o livre exercício da profissão e preservar a função essencial da advocacia à administração da justiça. Esses direitos possuem natureza institucional e não se confundem com privilégios pessoais, sendo considerados instrumentos de efetivação da ampla defesa, do contraditório e do devido processo legal.
O fundamento legal das prerrogativas está nos arts. 6º a 7º-B da Lei nº 8.906, de 1994 (Estatuto da Advocacia), com diversas atualizações introduzidas por leis posteriores, como a Lei nº 13.245, de 2016, a Lei nº 13.793, de 2019 e a Lei nº 14.365, de 2022.

### Prerrogativas previstas no Estatuto
Entre as principais prerrogativas destacam-se:
- Inviolabilidade do escritório e instrumentos de trabalho do advogado (Art. 7º, II);
- Comunicação pessoal e reservada com clientes, inclusive se estiverem presos, mesmo quando considerados incomunicáveis (Art. 7º, III);
- Presença obrigatória de representante da OAB em caso de prisão em flagrante por motivo relacionado à atuação profissional (Art. 7º, IV);
- Direito de o advogado ser recolhido, antes do trânsito em julgado, apenas em sala de Estado Maior ou, na sua ausência, em regime domiciliar (Art. 7º, V);
- Livre ingresso em órgãos públicos para prática de atos profissionais (Art. 7º, VI);
- Exame de autos de processos judiciais e administrativos, inclusive sem procuração, quando não estiverem sujeitos a sigilo (Art. 7º, XIII e XIV);
- Direito ao desagravo público promovido pela OAB quando o profissional for ofendido no exercício da função (Art. 7º, XVII e §5º);
- Imunidade profissional por manifestações no exercício da advocacia, salvo excessos (Art. 7º, §2º).

### Criminalização da violação
Com a redação dada pela Lei nº 14.365, de 2022, a violação de determinadas prerrogativas passou a constituir crime próprio, previsto no Art. 7º-B do Estatuto. São penalmente protegidas as seguintes condutas:
- Inviolabilidade do local e instrumentos de trabalho (Art. 7º, II);
- Comunicação reservada com cliente (Art. 7º, III);
- Prisão em flagrante sem representante da OAB (Art. 7º, IV);
- Recolhimento do advogado antes do trânsito em julgado em local inadequado (Art. 7º, V).

A pena prevista é de detenção de 2 a 4 anos, além de multa.

### Dever de urbanidade das autoridades
O Estatuto impõe, em seu art. 6º, §1º, o dever de que autoridades e servidores tratem o advogado com "urbanidade e respeito". Essa norma possui correspondência nos regimes jurídicos de outras carreiras, como:
- Lei nº 8.112/90 (servidores públicos federais), que tipifica como infração disciplinar o desrespeito e a falta de urbanidade (arts. 116 e 117);
- LOMAN – Lei Orgânica da Magistratura Nacional (LC nº 35/1979), que exige conduta compatível com o decoro da função (arts. 35 e 36);
- Lei Orgânica do Ministério Público (Lei nº 8.625/93), que prevê o dever de urbanidade e de respeito às partes, testemunhas e demais operadores jurídicos (arts. 43 e 44).

Em casos de ofensa ao advogado, além de eventuais sanções disciplinares no órgão de origem, a OAB pode promover desagravo público e adotar medidas judiciais e administrativas cabíveis.